# Leonardo Di Lorenzo
Leonardo Di Lorenzo (Buenos Aires, Argentina, 20 de maig de 1981), és un futbolista argentí que juga com a centrecampista a Temperley, equip de la Primera Divisió de l'Argentina

## Clubs
| Club                      | País      | Any         | PJ  | Gols |
| ------------------------- | --------- | ----------- | --- | ---- |
| San Lorenzo               | Argentina | 2000 - 2005 | 32  | 1    |
| Atlético Rafaela (Cedit)  | Argentina | 2003 - 2004 | 37  | 2    |
| Argentinos Juniors        | Argentina | 2005        | 1   | 0    |
| Ottawa Fury (Cedit)       | Canadà    | 2006        | 6   | 1    |
| Montreal Impact           | Canadà    | 2006 - 2011 | 139 | 10   |
| Deportes Concepción       | Xile      | 2012        | 18  | 3    |
| Universidad de Concepción | Xile      | 2012 - 2013 | 17  | 1    |
| Club Atlético Acassuso    | Argentina | 2013        | 19  | 0    |
| Club Atlético Temperley   | Argentina | 2013 - Avui | 115 | 5    |

## Palmarès

### Campionats nacionals
| Títol              | Club            | País      | Any  |
| ------------------ | --------------- | --------- | ---- |
| Torneo Clausura    | San Lorenzo     | Argentina | 2001 |
| USL First Division | Montreal Impact | Canadà    | 2009 |

### Campionats internacionals
| Títol             | Club        | País      | Any  |
| ----------------- | ----------- | --------- | ---- |
| Copa Mercosur     | San Lorenzo | Argentina | 2001 |
| Copa Sudamericana | San Lorenzo | Argentina | 2002 |